# 碧雲寺

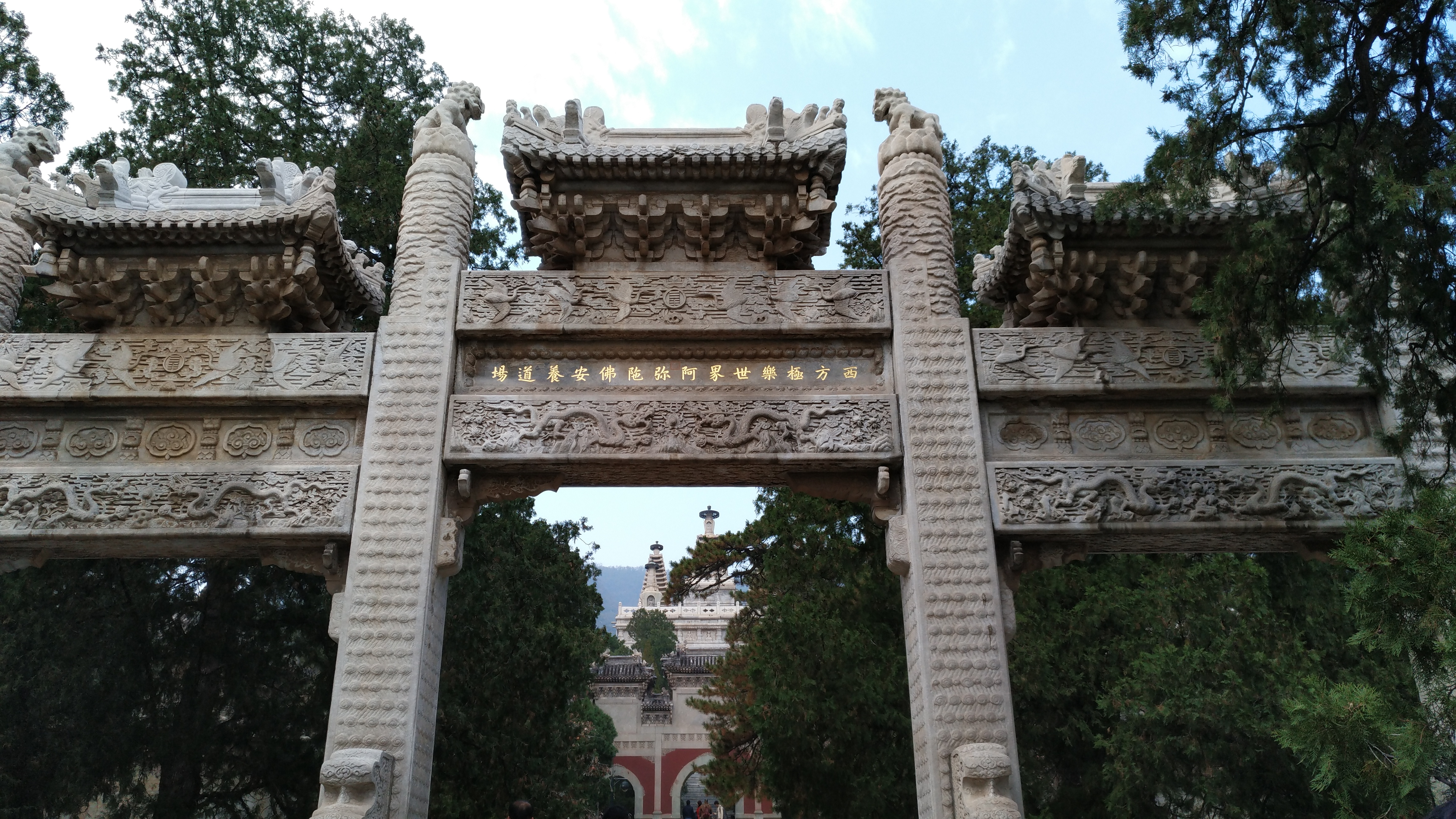

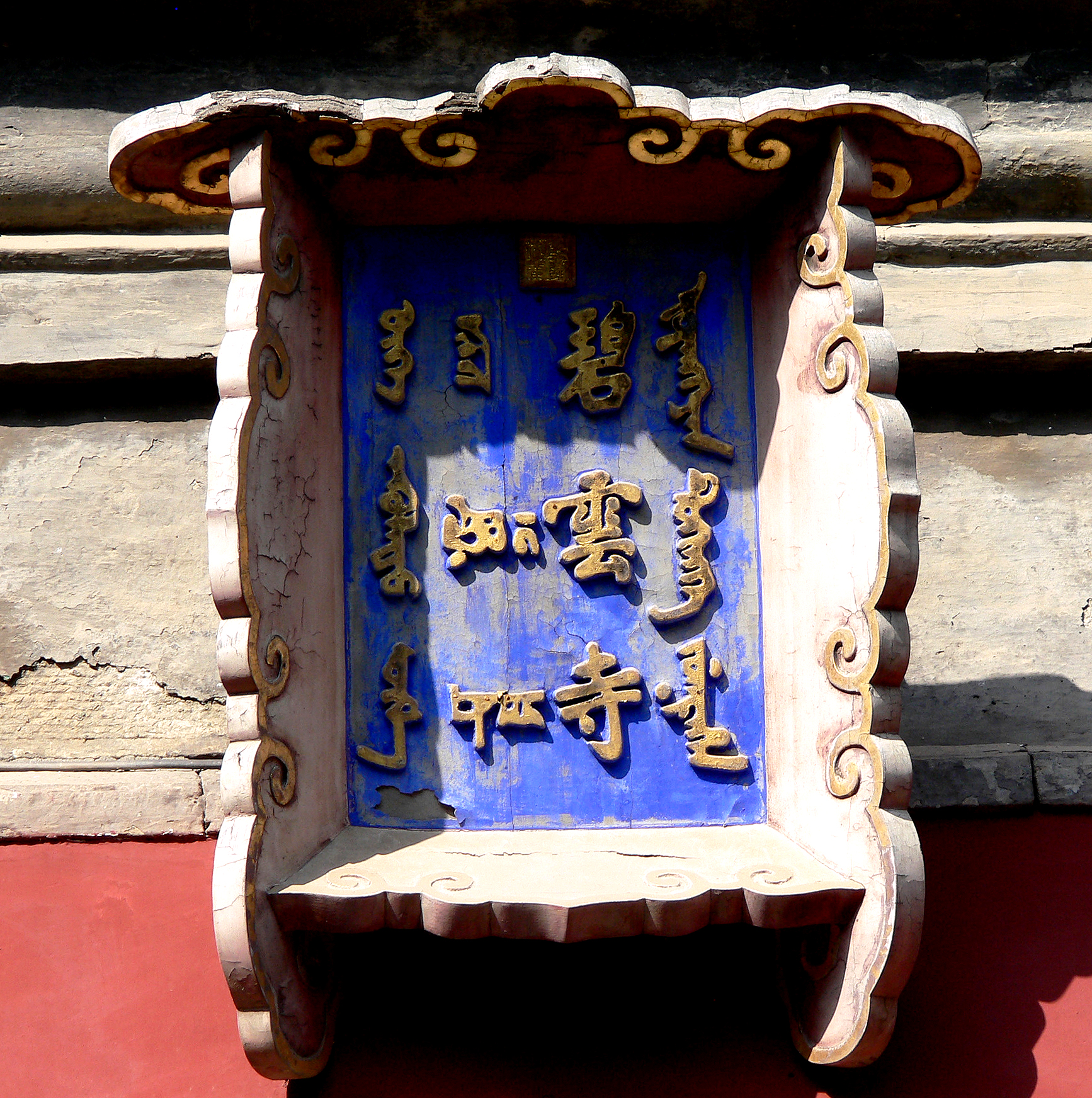
扁額。モンゴル語、チベット語、漢文、満洲語で記されている。

碧雲寺（へきうんじ、biyunsi、満洲語: ᠨᡳᠣᠸᠠᠩᡤᡳᠶᠠᠨ
ᡨᡠᡤᡳᠩᡤᡝ
ᠵᡠᡴ᠋ᡨᡝᡥᡝᠨ、転写：niowanggiyan tugingge juktehen）は、北京市海淀区の香山の麓にある寺院。元朝の至順2年（1331年）に建立された。元朝建国の元老である耶律楚材の子孫である阿勒弥（もしくは阿里吉）の宅地であった場所を寺としたのだが、当時は碧雲庵と呼ばれた。明朝の正徳9年（1514年）に御馬監がこの地の風水を気に入って拡張、天啓3年（1623年）に至って魏忠賢が自らの墓所とすることもあって更に拡張された。清朝の乾隆13年（1748年）に、乾隆帝により大規模な修繕と拡張が行われ、現在の規模になった。
碧雲寺は山を背にして、西に座している。面積は約4000平方メートルになり、香山の入口を入るとすぐに、碧雲寺がある。山門殿・弥勒殿（天王殿）・大雄宝殿・孫中山記念堂・菩薩殿・羅漢堂・金剛宝座塔などにより構成されている。2001年に国務院により全国重点文物保護単位に指定された。
山門には西方極楽世界阿弥陀仏安養道場と書かれ、両脇に石獅が寺を守護している。弥勒殿には弥勒菩薩が安置され、乾隆帝が揮毫したとされる「静演三車」の文字がある。菩薩殿には大勢至菩薩・文殊菩薩・観音菩薩・普賢菩薩・地蔵菩薩が安置されている。大雄宝殿には釈迦牟尼仏が説法する仏像が安置され、両側には阿難と迦葉、左右に文殊菩薩・弥勒菩薩が中央を向いている。殿内には18羅漢が並んでいる。後ろに向かうと、海島観音像が安置されており、両側に善財と龍女がいる。
2005年、碧雲寺の修復の際、金剛宝座塔付近において、鎮墓獣（ちんぼじゅう、墓を守るとされている）が発見された。専門家による検証によると、魏忠賢の墓の遺物であるとされた。ただし2013年にスタッフが巡回しているとき、裏庭から人が入り、一部盗まれてしまった。孫文が北京で亡くなった後は、この地で一時的に安置された。そのため中には孫文（孫中山）記念堂がある。
以前には地下鉄がなかったため、アクセスが不便であったが、現在には地下鉄が開通し、非常に便利になった。毎年秋になると香山の紅葉を見ようと多くの人びとが訪れ、この碧雲寺に参拝する人も多くいる。